# 使黔首自实田
刘宋裴驷《史记集解》注解《史记》秦始皇三十一年引东晋徐广语“使黔首自实田”，为现代史学家所注意。绝大部分学者解“实”为“呈报”，使黔首自实田即让百姓自己呈报田地。少部分学者解“实”为“占有”，使黔首自实田即让百姓自己占有田地。袁林则解“实”为“充实”，“使黔首自实田”即“命令黔首按照国家制度规定的数额，自己设法占有足额的土地”。